# Castletownbere
Castletownbere (auch: Castletown Berehaven, irisch Baile Chaisleáin Bhéarra „der Festungsort von Beara“) ist ein Ort mit 999 Einwohnern (2022) im südwestlichen Gebiet der Grafschaft County Cork auf der Beara-Halbinsel in Irland, der als Tourismusort bekannt ist.

## Geografie
Castletownbere liegt etwa 125 Kilometer westsüdwestlich von Cork und etwa 32 km westlich von Bantry. In der Bantry Bay liegt gegenüber von Castletownbere Bere Island. Unmittelbar vorgelagert von Castletownbere liegt Dinish Island, auf der sich fischverarbeitende Industrie angesiedelt hat und an dessen Südrand sich der Leuchtturm Castletownbere Lighthouse befindet. 
Durch Castletownbere führen der Ring of Beara und der Europäische Fernwanderweg E8 (über den sog. Beara Way).

## Wirtschaft
Die Wirtschaft ist bestimmt durch die Fischindustrie und den Tourismus. Castletownbere gehört zu den fünf größten Fischereihäfen in Irland. Vor der Küste vor Castletownbere waren zahlreiche Schiffsunglücke zu verzeichnen. 

## Sehenswürdigkeiten und Aktivitäten
- Steinkreis von Derreenataggart
- Ruine von Dunboy Castle, 1602 zerstört.
- Ruine von Puxley Mansion, 1920 durch die IRA zerstört
- Kriegsdenkmal in Gestalt eines keltischen Hochkreuzes für die Kämpfer der IRA in der Zeit von 1916 und 1923
- Mahnmal Twilight Haul für die auf der See Verbliebenen

## Persönlichkeiten
- William Martin Murphy (1845–1919), Eisenbahn- und Pressemagnat
- Noel Harrington (* 1970), Politiker